# PfalzB Blatt 169
Unter der Blatt-Nr. 169 des Wagenstandsverzeichnisses der Pfälzischen Eisenbahnen, kurz PfalzB Blatt 169, werden diverse Kesselwagentypen privater Einsteller zusammengefasst.

## Geschichte
Das Wagenstandsverzeichnis des linksrheinischen Netzes der Königlich Bayerischen Staatseisenbahnen (ehemalige Pfälzische Eisenbahnen) mit dem Stand vom 31. März 1913 inklusive der Fortschreibungen bis zum März 1916 führt unter der Blatt-Nr. 169 Detailinformationen zu den privaten Kesselwagen verschiedener Einsteller. Dabei werden – siehe auch die Blatt-Nr. 170 – unterschiedliche Bauausführungen zusammengefasst. Dies bedeutet nicht zwangsläufig, dass die jeweiligen Wagen auch tatsächlich identisch waren. Schon allein das Ladegut bedingte konstruktive Änderungen.

## Konstruktive Merkmale

### Untergestell
Der Rahmen bestand komplett aus genieteten Walzprofilen. Die äußeren Längsträger hatten eine U-Form mit nach außen zeigenden Flanschen. Als Zugeinrichtung hatten die Wagen Schraubenkupplungen mit Sicherheitshaken nach VDEV, die Zugstange war durchgehend und mittig gefedert. Als Stoßeinrichtung besaßen die Wagen zweifach geschlitzte Korbpuffer mit einer Einbaulänge von 650 mm. Die Pufferteller hatten einen Durchmesser von 370 mm. Diese wurden später teilweise durch Hülsenpuffer ersetzt.

### Laufwerk
Die Wagen hatten genietete Fachwerkachshalter aus Flacheisen unterschiedlicher Bauformen. Gelagert waren die Achsen in geteilten Gleitachslagern. Die Räder hatten Speichenradkörper und einen Raddurchmesser von 1014 mm. Die Federung war mit einfachen Laschen in den Federböcken befestigt.
Die gebremsten Wagen waren mit einer Handspindelbremse ausgestattet. Die Bremsen wirkten beidseitig auf alle Räder.

## Liste der privaten Kesselwagen
|                     | Gattungs- zeichen | Gattungs- zeichen | Herstelldaten | Herstelldaten | Herstelldaten                    | Einsteller                                                     | Ladegut         | Wagennummern je Epoche    | Wagennummern je Epoche | Abmessungen | Abmessungen        | Abmessungen   | Abmessungen      | Abmessungen      | Lademaße  | Lademaße    | Lademaße  |                  |                                    |
| Blatt-Nr. (WV 1897) | bis 1920          | DRG               | Bau- jahre    | Her- steller  | Anz.                             |                                                                |                 | ab 1895                   | DRG                    | LüP [mm]    | Höhe über SOK [mm] | Anz. Ach- sen | Le- nk- ach- sen | Achs- stand [mm] | Gew. [kg] | Fläche [m²] | Vol. [m³] | Brem- sen- arten | Bemerkungen                        |
| ------------------- | ----------------- | ----------------- | ------------- | ------------- | -------------------------------- | -------------------------------------------------------------- | --------------- | ------------------------- | ---------------------- | ----------- | ------------------ | ------------- | ---------------- | ---------------- | --------- | ----------- | --------- | ---------------- | ---------------------------------- |
| 169I                | [P]               | [P]               | 1889          |               | 2                                | Badische Anilin- & Soda-Fabrik, Ludwigshafen am Rhein          | Säure           | Lu 502 006 Lu 502 007     |                        | 8.500       |                    | 2             |                  | 4.000            | 10,0      |             |           | ohne             | eisernes Untergestell;             |
| 169I                | [P]               | [P]               | 1890          | 2             | Lu 502 002 Lu 502 003 Lu 502 005 | Badische Anilin- & Soda-Fabrik, Ludwigshafen am Rhein          | Säure           |                           |                        | 8.500       |                    | 2             |                  | 4.000            | 10,0      |             |           | ohne             | eisernes Untergestell;             |
| 169I                | [P]               | [P]               | 1893          | 8             | Lu 502 008 bis Lu 502 015        | Badische Anilin- & Soda-Fabrik, Ludwigshafen am Rhein          | Säure           |                           |                        | 8.500       |                    | 2             |                  | 4.000            | 10,0      |             |           | ohne             | eisernes Untergestell;             |
| 169I                | [P]               | [P]               | 1894          | 10            | Lu 502 016 bis Lu 502 025        | Badische Anilin- & Soda-Fabrik, Ludwigshafen am Rhein          | Säure           |                           |                        | 8.500       |                    | 2             |                  | 4.000            | 10,0      |             |           | ohne             | eisernes Untergestell;             |
| 169I                | [P]               | [P]               | 1895          | 4             | Lu 502 026 bis Lu 502 029        | Badische Anilin- & Soda-Fabrik, Ludwigshafen am Rhein          | Säure           |                           |                        | 8.500       |                    | 2             |                  | 4.000            | 10,0      |             |           | ohne             | eisernes Untergestell;             |
| 169II               | [P]               | [P]               | 1895          |               | 3                                | Badische Anilin- & Soda-Fabrik, Ludwigshafen am Rhein          | Säure           | Lu 502 030 bis Lu 502 032 |                        | 8.530       |                    | 2             |                  | 4.000            | 10,0      |             |           | Hbr              | eisernes Untergestell;Bremserhaus  |
| 169III              | [P]               | [P]               | 1896          |               | 3                                | Badische Anilin- & Soda-Fabrik, Ludwigshafen am Rhein          | Säure           | Lu 502 033 bis Lu 502 035 |                        | 8.430       |                    | 2             |                  | 4.000            | 15,0      |             |           | Hbr              | eisernes Untergestell;Bremserhaus  |
| 169III              | [P]               | [P]               | 1899          |               | 2                                | Badische Anilin- & Soda-Fabrik, Ludwigshafen am Rhein          | Säure           | Lu 502 040 bis Lu 502 041 |                        | 8.430       |                    | 2             |                  | 4.000            | 15,0      |             |           | Hbr              | eisernes Untergestell;Bremserhaus  |
| 169IV               | [P]               | [P]               | 1897          |               | 1                                | Badische Anilin- & Soda-Fabrik, Ludwigshafen am Rhein          | Säure           | Lu 502 036                |                        | 8.000       |                    | 2             |                  | 3.700            | 15,0      |             |           | Hbr              | eisernes Untergestell;Bremserhaus  |
| 169IV               | [P]               | [P]               | 1898          |               | 2                                | Badische Anilin- & Soda-Fabrik, Ludwigshafen am Rhein          | Säure           | Lu 502 037 Lu 502 038     |                        | 8.000       |                    | 2             |                  | 3.700            | 15,0      |             |           | Hbr              | eisernes Untergestell;Bremserhaus  |
| 169IV               | [P]               | [P]               | 1899          |               | 1                                | Badische Anilin- & Soda-Fabrik, Ludwigshafen am Rhein          | Säure           | Lu 502 042                |                        | 8.000       |                    | 2             |                  | 3.700            | 15,0      |             |           | Hbr              | eisernes Untergestell;Bremserhaus  |
| 169V                | [P]               | [P]               | 1900          |               | 4                                | Badische Anilin- & Soda-Fabrik, Ludwigshafen am Rhein          | Säure           | Lu 502 045 bis Lu 502 049 |                        | 8.650       |                    | 2             |                  | 4.000            | 15,0      |             |           | Hbr              | eisernes Untergestell;Bremserhaus  |
| 169VI               | [P]               | [P]               | 1889          |               | 2                                | Gebrüder Giulini GmbH, chemische Fabrik, Ludwigshafen am Rhein | Säure           | Lu 502 051 Lu 502 052     |                        | 6.800       |                    | 2             |                  | 3.100            | 12,0      |             |           | ohne             | eisernes Untergestell;             |
| 169VI               | [P]               | [P]               | 1890          |               | 3                                | Gebrüder Giulini GmbH, chemische Fabrik, Ludwigshafen am Rhein | Säure           | Lu 502 053 bis Lu 502 055 |                        | 6.800       |                    | 2             |                  | 3.100            | 12,0      |             |           | ohne             | eisernes Untergestell;             |
| 169VII              | [P]               | [P]               | 1892          |               | 2                                | Gebrüder Giulini GmbH, chemische Fabrik, Ludwigshafen am Rhein | Schlamm         | Lu 502 056 Lu 502 057     |                        | 8.500       |                    | 2             |                  | 4.000            | 15,0      | 18,6        | 20,5      | ohne             | eisernes Untergestell;             |
| 169VIII             | [P]               | [P]               | 1894          |               | 4                                | Gebrüder Giulini GmbH, chemische Fabrik, Ludwigshafen am Rhein | Schwefel- säure | Lu 502 058 bis Lu 502 061 |                        | 8.100       |                    | 2             |                  | 3.800            | 15,0      |             |           | Hbr              | eisernes Untergestell; Bremserhaus |
| 169IX               | [P]               | [P]               | 1906          |               | 2                                | Gebrüder Giulini GmbH, chemische Fabrik, Ludwigshafen am Rhein | Schwefel- säure | Lu 502 063 Lu 502 064     |                        | 8.350       |                    | 2             |                  | 4.000            | 15,0      |             | 8,5       | Hbr              | eisernes Untergestell; Bremserhaus |